# Bruchsal
Bruchsal là một thị trấn ở huyện Karlsruhe, bang Baden-Württemberg, Đức. Đô thị này có diện tích 93,02 km², dân số thời điểm 31 tháng 12 năm 2006 là 42.637 người.